# Кокология
Кокология (от японского kokoro — «душа», «внутренний мир») — неакадемическое направление психологии, развитое профессором Исаму Сайто (Isamu Saito; Университет Риссё (Rissho), Университет Васеда, Япония) и Тадахико Нагао. Направление специализируется на текстах, стимулирующих воображение, заставляющих читателя дорисовывать (дополнять) какую-либо картину, визуально или логически. После дорисовка интерпретируется и делается заключение о психологическом состоянии испытуемого в той сфере, на которую был направлен текст.
Кокология является, по большей мере, собирательным названием для ситуативных тестов.
Первые тесты на основе кокологии были изданы в Японии в 1998 году.
- Нагао, Т., Сайто, И. Кокология - І: Игра самораскрытия. — К.: София; Гелиос, 2002. — 192 с. ISBN 5-344-00134-7
- Нагао, Т., Сайто, И. Кокология – ІІ: Новые игры, стимулирующие процесс самопознания. — К.: София. — 208 с. ISBN 5-9550-0222-7

См. также — Проективные тесты